# Antonio Rodríguez Martín
Antonio Rodríguez Martín (Toledo, 1859 - Jaén, 1932), jurista y escritor español. Fiscal y magistrado en varios destinos. Fue un claro exponente del Regeneracionismo, tal como se denota en su pensamiento y obra escrita.

## Biografía
Nació en Toledo, el 24 de diciembre de 1859, hijo del Secretario del Juzgado de Toledo, descendiente por parte materna de los antiguos Caballeros  Mozárabes de Toledo (antiguos caballeros e infanzones Hispano-Godos o Hispano-Romanos), inscrito en el padrón de las nobles familias Mozárabes de Toledo, transmitiendo a sus descendientes tanto varones como hembras la nobleza, calidad y parroquialidad Mozárabe, dado por privilegio del Rey Alfonso VI en la conquista de Toledo a todos los Caballeros e Infanzones Mozárabes de Toledo y firmado por todos los reyes de España hasta la confusión de estados.
Estudió en el instituto de segunda enseñanza de Toledo, en el edificio que actualmente es el Palacio Lorenzana, entre los años 1869 y 1875. Una vez finalizados, ingresó en la Facultad de Derecho Civil y Canónico de la Universidad Central de Madrid, donde acabó los estudios de jurisprudencia a los 21 años de edad. Durante 1881-1885 ejerce como abogado y, en 1885, aprueba la oposición a la carrera judicial (en aquella época englobaba tanto a fiscales como a jueces y magistrados).
A partir de este momento es destinado a múltiples lugares:
- Vicesecretario de la Audiencia de lo Criminal de Linares (Jaén, 21-9-1885)
- Vicesecretario de la Audiencia de lo Criminal de Toledo (5-3-1886)
- Vicesecretario de la Audiencia de lo Criminal de Vélez-Málaga (19-7-1886)
- Juez de Primera Instancia de Mora de Rubielos (Teruel, 12-8-1886);
- Juez de Primera Instancia de Almagro (Ciudad Real, 25-10-1886, aunque no se incorporó hasta el 8 de diciembre para poder terminar un sumario importante en su anterior destino).
- Secretario de la Audiencia de lo Criminal de Linares (Jaén, 17-6-1890);
- Secretario de la Audiencia de lo Criminal de El Puente del Arzobispo (Toledo, 23-12-1891);
- Juez de 1ª Instancia e Instrucción de La Carolina (Jaén, 13-9-1893);
- Juez de 1ª Instancia e Instrucción de El Puente del Arzobispo (9-12-1895);
- Juez de 1ª Instancia e Instrucción de Mancha Real (Jaén, 16-11-1896).
- Abogado fiscal de la Audiencia Provincial de Ávila (24-6-1902);
- Abogado fiscal de la Audiencia Provincial de Almería (2-7-1902);
- Abogado fiscal de la Audiencia Provincial de Jaén (8-11-1902).
- Juez de Primera Instancia de Jaén (23-1-1905).
- Magistrado de la Audiencia Provincial de Jaén (20-9-1909).
- Presidente de Sección de la Audiencia Provincial de Jaén (22-7-1910).
- Magistrado de la Audiencia Provincial de Córdoba (4-7-1912).
- Fiscal de la Audiencia Provincial de Almería (12-5-1913).
- Presidente de la Audiencia Provincial de Almería (7-6-1913).
- Fiscal de la Audiencia Provincial de Jaén (16-5-1914).
- Presidente de la Audiencia Territorial de Sevilla (29-6-1921).
- Fiscal de la Audiencia Territorial de Sevilla (21-11-1921).
- Magistrado de la Audiencia Territorial de Barcelona (25-6-1926), que nunca ocupó.

Antes de aceptar el destino de Barcelona, y sin tener la edad reglamentaria, solicitó la jubilación  el 6-7-1926, siendo concedida el 11/7/1926.
En su primer destino (Linares, provincia de Jaén) en 1885 conoce a María Ascensión Acosta Roldán (hija de Federico Acosta y Meabe, alcalde de Linares de la época), con la que se casará y tendrán siete hijas y un hijo.
Desde su jubilación permanece en la provincia de Jaén, falleciendo en su capital, el 16 de junio de 1932.

## Pensamiento
Antonio Rodríguez Martín fue abogado, magistrado y fiscal durante casi medio siglo (1881-1926), es decir, era un práctico del derecho, conocedor de primera mano de los problemas de la sociedad de su época y que demostró una honda preocupación social.
Regeneracionista convencido, abogó por el perfeccionamiento moral de la sociedad y destacó la importancia de la educación para su desarrollo y evolución, trasladándola en particular a su propio ámbito profesional. Defendió, así, el papel de la educación a nivel de todos los ciudadanos como medio principal de prevenir la delincuencia y los vicios sociales en general; o en el plano más concreto de la judicatura, con objeto de poder contar con jueces preparados e independientes que accediesen al cargo mediante oposición y no de forma caciquil.
En busca de estos fines, además de su trabajo profesional, Antonio Rodríguez Martín desarrolló una amplia obra escrita. Dedicó tres publicaciones al municipio, célula básica de la sociedad e institución más próxima a los ciudadanos, defendiendo su autonomía, especialmente a la hora de discutir y aprobar las ordenanzas municipales. Consideraba necesaria la presencia de hombres buenos en las fuerzas corporativas, pero también capacitados y preparados para contribuir realmente al desarrollo social y económico de la nación. Llegó a afirmar que las corporaciones municipales eran las únicas que podían suplir las deficiencias de las leyes estatales.
Otras tres de sus obras se centraron más específicamente en el ámbito penal. Una de ellas se dedicó a la reforma del Código Penal de 1907, y las otras dos al Jurado y la usura, respectivamente. 
Tanto en estas tres obras, como en dos publicaciones más dedicadas a los accidentes de trabajo, refleja su preocupación por lograr una justicia objetiva y la defensa de los derechos de los más débiles y desfavorecidos.
Trasciende toda su obra la idea de progreso moral, la importancia de la educación como medida de prevención, y, en fin, de verdadera regeneración. Su regeneracionismo no tiene una visión catastrofista, sino esperanzadora, confiando en la reconstrucción de la sociedad a través de personas rectas, capacitadas y verdaderamente preparadas.
Fue, en fin, un jurista docto y práctico, con un gran sentido social, corporativo y cooperativo.

## Obras escritas
Antonio Rodríguez Martín, además de sus libros de crítica, artículos, y de sus indagaciones históricas, pronunció discursos y conferencias en las diversas ocasiones en que era invitado como Fiscal o Magistrado por su excelente oratoria, incluso colaboró en alguna publicación que otra como prologuista.
Su obra escrita es la siguiente:
- El municipio moderno: (su intervención preventiva), Establecimiento Tipográfico la Unión, Jaén, 1906.

- Código Penal reformado, Establecimiento Tipográfico la Unión, Jaén, 1907.

- Justicia municipal reformada, Establecimiento Tipográfico la Unión, Jaén, 1907, Prólogo de Joaquín Ruiz Jiménez.

- Represión de la usura: comentarios a la Ley de 23 de julio de 1908 y al Reglamento de las casas de préstamo de 23 de septiembre de 1908, Imprenta Alemana, Jaén, 1908.

- Los vicios irremediables del jurado: (es preciso suprimirle), Centro Editorial de Góngora, Madrid, 1911.

- Régimen de la autonomía municipal, Editorial Reus, Madrid, 1919.

- Accidentes del trabajo: comentarios, jurisprudencia y formularios a la ley de 10 de enero de 1922, Reglamento de 29 de diciembre del mismo año, con el procedimiento de la de tribunales industriales y legislación complementaria, Talleres Reus, Madrid, 1923, en colaboración con Salvador Alarcón Horcas.

- Accidentes de trabajo. Jurisprudencia y comentarios del libro tercero del Código del Trabajo. Tipografía de la Revista de Tribunales Sevilla, 1927, en colaboración con Antonio Luna García, Sevilla.

- “La Real Orden sobre redacción de las actas en el juicio penal”, en: Revista de los Tribunales y de Legislación Universal, Tomo XLVII, n º 42, Madrid, 1913.

- “Política orgánica”, en: Revista de Jurisprudencia y de Legislación Universal, Madrid, 1924.